# Battaglia del fiume Amnia
La battaglia del fiume Amnia fu combattuta tra le forze alleate dei Romani di Nicomede IV di Bitinia e quelle del Ponto di Mitridate VI tra la fine dell'89 e gli inizi dell'88 a.C. Lo scontro vide vincitore lo schieramento pontico.

## Contesto storico
Pochi anni più tardi (nel 111 a.C.), salì al trono del regno del Ponto, Mitridate VI, figlio dello scomparso omonimo V. Il nuovo sovrano mise subito in atto (fin dal 110 a.C.) una politica espansionistica nell'area del Mar Nero, conquistando tutte le regioni da Sinope alle foci del Danubio. Il giovane re volse, quindi, il suo interesse verso la penisola anatolica, dove la potenza romana era, però, in costante crescita. Sapeva che uno scontro con quest'ultima sarebbe risultato mortale per una delle due parti.
Contemporaneamente sul "fronte" romano, il malcontento dei popoli italici aveva portato ad una loro sollevazione generale nel 91 a.C., degenerata in guerra aperta al potere centrale romano (dal 91 all'88 a.C.). In un clima tanto avvelenato a Roma, Mitridate non poté che approfittarne, pronto ad intervenire sul fronte orientale, lontano dai torbidi dell'Urbs, tanto più che le armate romane erano per la maggior parte concentrate in Italia, impegnate a sopprimere a fatica, la grande rivolta delle genti italiche.

### Casus belli: invasione dell'Asia e massacro di cittadini romani
Il Senato romano, di fronte all'ennesimo tentativo di espansionismo in Asia Minore da parte di Mitridate, decise di inviare una nuova delegazione in Asia, sotto il comando del consolare Manio Aquilio, per ottenere la reintegrazione dei due regnanti fedeli a Roma (nel 90 a.C.). E se in un primo momento Mitridate si sottomise alle richieste romane, offrendo anche degli ausiliari per la guerra sociale, successivamente la richiesta di Aquilio di fornire a Nicomede IV un indennizzo, portò il re del Ponto a replicare di essere, egli stesso, creditore verso la repubblica romana, essendosi privato della Frigia su richiesta romana. Aquilio, irritato dal comportamento del sovrano pontico, spinse il titubante Nicomede IV ad invadere il Ponto (compiendo saccheggi fino ad Amastris).
La risposta di Mitridate non si fece attendere: egli insediò in Cappadocia, suo figlio Ariarate IX ai danni del re filoromano, Ariobarzane I (nell'89 a.C.). Si trattava della terza volta che Ariobarzane veniva cacciato dal regno. L'ira dei Romani per l'insolenza del re del Ponto aveva ormai raggiunto il culmine. La guerra sembrava ormai inevitabile.

## Forze in campo

### Romani e loro alleati
L'esercito romano messo inizialmente in campo allo scoppio della prima guerra mitridatica (89 a.C.) non sembra fosse esiguo, pur essendo per lo più formato da contingenti ausiliari delle due province romane d'Asia e Cilicia, della Frigia, della Paflagonia e della Galazia, unitamente a quelli del Regno di Bitinia e del Regno di Cappadocia, regni clienti dei Romani. Ecco come descrive l'armata romana, Appiano di Alessandria:
(Appiano, Guerre mitridatiche, 17.)

### Pontici e loro alleati
Sembra che l'esercito mitridatico del re del Ponto fosse gigantesco, essendo composto da circa 300 000 armati. Tra le sue file vi erano opliti greci, cavalieri armeni, Sciti, Traci, Bastarni e Sarmati delle steppe meridionali, a nord del Caucaso e della Crimea. È ancora una volta Appiano di Alessandria a descriverci l'armata mitridatica:
(Appiano, Guerre mitridatiche, 17.)

## Battaglia

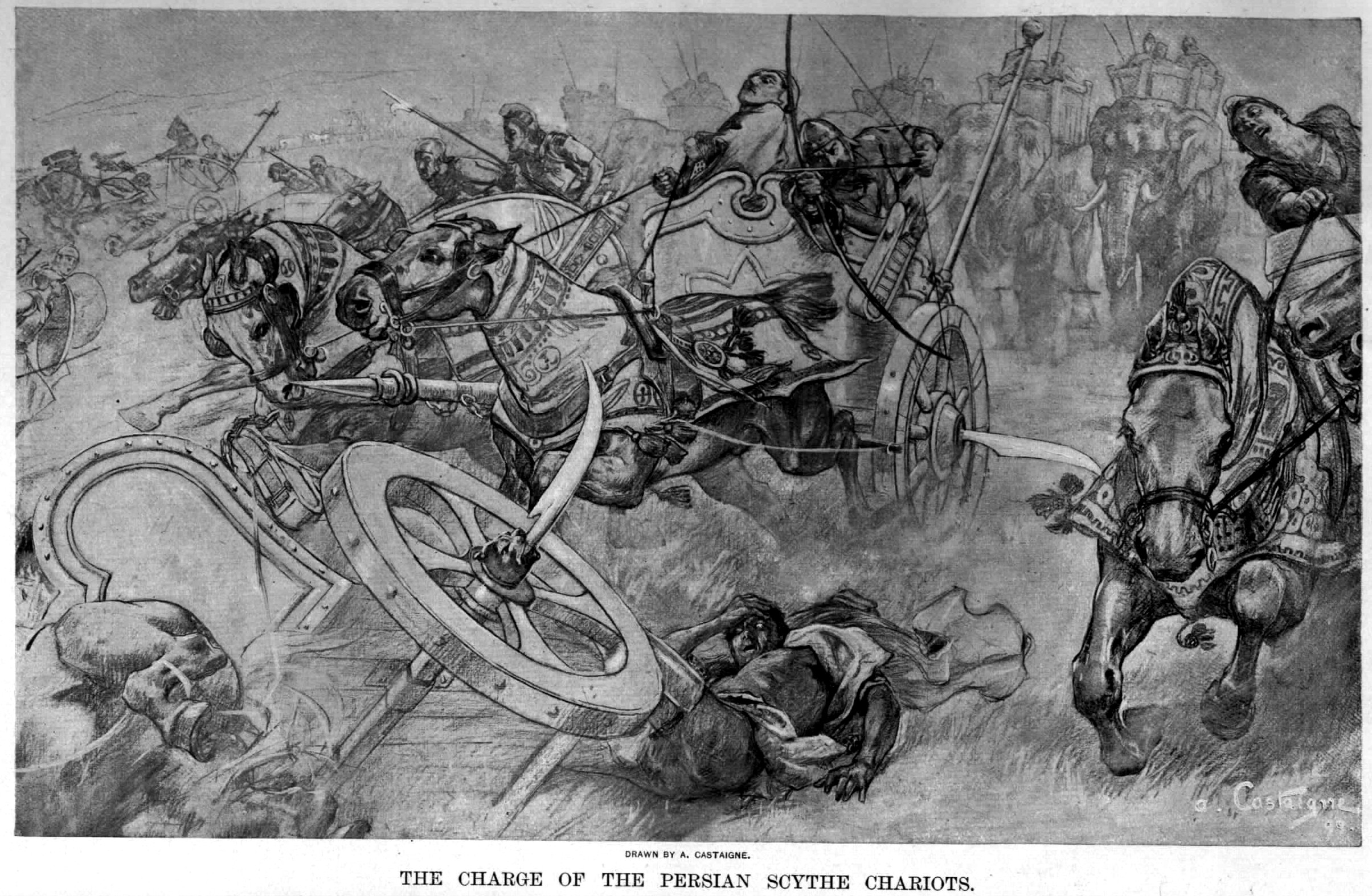
Una carica di carri falcati tipica dell'epoca delle guerre mitridatiche.

La successiva mossa di Mitridate fu quella di dividere l'esercito in due compagini:
1. la prima invase la Frigia, passando da Amasia, diretta contro le armate bitine del re Nicomede IV;
2. la seconda diretta contro le truppe romane provinciali dei proconsoli d'Asia e Cilicia.

Il primo scontro vide impegnati da una parte Nicomede IV, l'alleato dei Romani, dall'altra i generali di Mitridate, Neottolemo e Archelao. Si svolse nei pressi del fiume Amnias, affluente del Halys. Le forze di Mitridate, seppure in inferiorità numerica ebbero la meglio, grazie soprattutto all'utilizzo di carri falcati, che i Bitini mai prima di allora avevano affrontato. L'esercito di Nicomede, terrorizzato dalla carneficina che questi carri riuscivano a fare, si diede alla fuga, lasciando così ai generali di Mitridate la vittoria e molti prigionieri. Ecco come racconta lo scontro tra le due armate Appiano di Alessandria:
Quando Nicomede vide il movimento delle forze nemiche, cercò di affrontarle con un contingente similare. Quindi ne seguì una dura e sanguinosa lotta [tra le due parti]. Nicomede prevalse e mise in fuga le truppe mitridatiche fino a quando Archelao, avanzando dal fianco destro, si avventò sugli inseguitori, i quali erano ora costretti a rivolgere la loro attenzione su di lui. Cedette a poco a poco in modo che le forze di Neottolemo potessero riorganizzarsi. Quando ritenne che si fossero riorganizzate a sufficienza, avanzò di nuovo. Allo stesso tempo, i carri falcati si scagliarono sulle truppe dei Bitini, tagliando alcuni di loro in due, e facendone altri a pezzi.
L'esercito di Nicomede fu terrorizzato nel vedere gli uomini tagliati a metà, mentre ancora respiravano, o storpiati in brandelli e le loro membra appese alle falci. La paura si impossessò delle loro file, dove era più difficile superare l'orrore di quello spettacolo, piuttosto che da perdita della battaglia. Mentre si trovavano quindi in quello stato confusionale, Archelao li attaccò di fronte, mentre Neottolemo e Arcathias, che li avevano aggirati, li assalirono alle spalle. Combatterono a lungo su entrambi i fronti. Dopo che la maggior parte dei suoi uomini erano stati uccisi, Nicomede fuggì con il resto in Paflagonia, sebbene la falange mitridatiche non fosse ancora intervenuta. Il suo accampamento fu catturato, insieme ad una grande quantità di denaro e molti prigionieri. Tutti questi Mitridate li trattò in modo gentile e li inviò alle loro case con i viveri per il viaggio di ritorno, guadagnandosi così una reputazione di benevolenza tra i suoi nemici.»
(Appiano, Guerre mitridatiche, 18.)

## Conseguenze

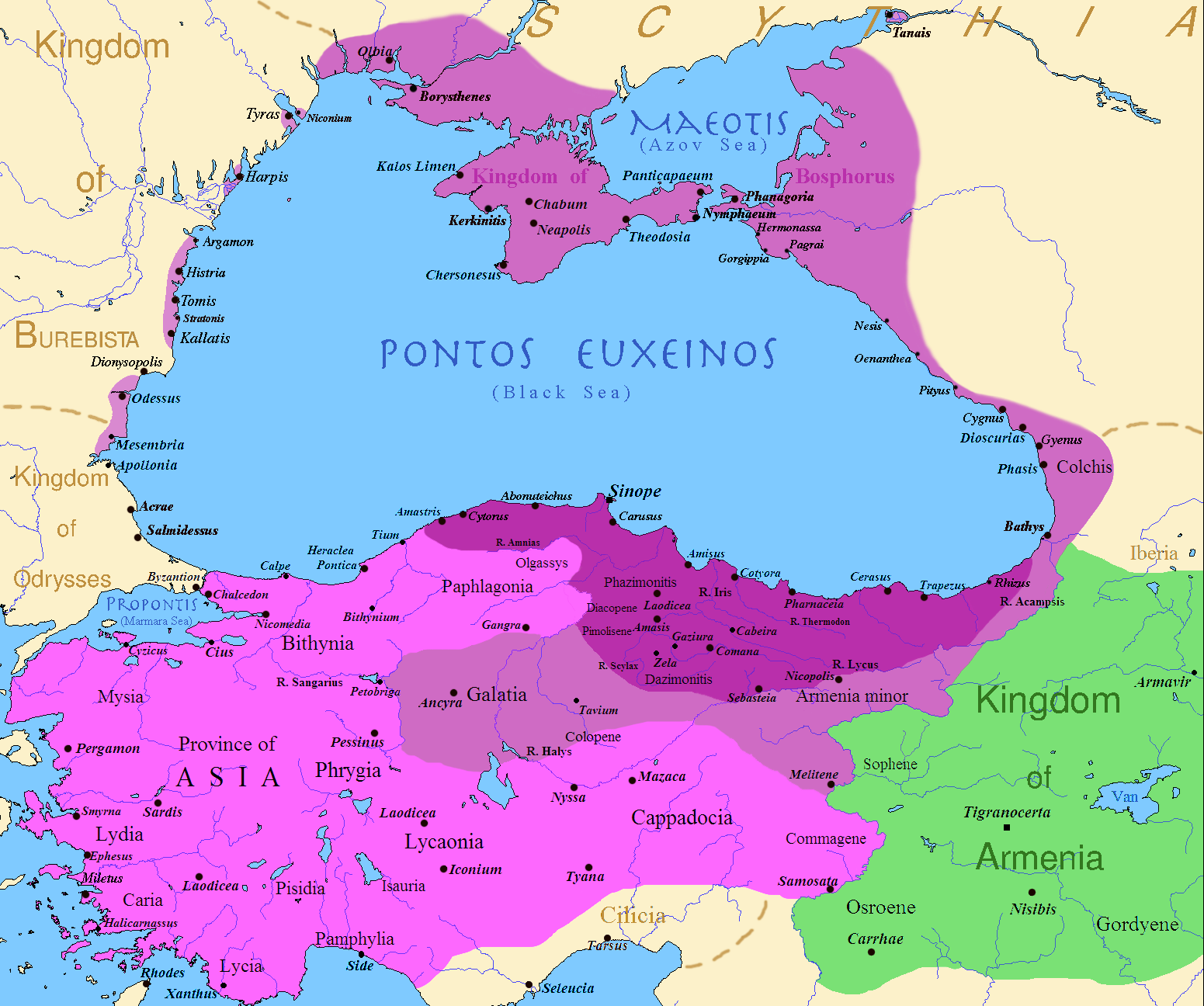
Domini di Mitridate VI nell'88 a.C., dopo aver sottratto alla Repubblica romana i territori delle province di Asia e Cilicia, oltre a quelli dei regni clienti, alleati dei Romani, di Cappadocia e Bitinia.

Nella successiva battaglia di Protophachium, che avvenne non molto distante dal fiume Sangarius, Mitridate riuscì a battere prima l'esercito di Manio Aquilio poi a catturare, sia il procuratore della Cilicia, il consolare Quinto Oppio sia lo stesso Aquilio, il quale fu poco dopo messo a morte in modo inumano, colandogli dell'oro fuso in gola.